# Венсан Абубакар
Венсан Пате Абубакар (на френски: Vincent Aboubakar; роден на 22 януари 1992 г. в Яунде) е камерунски футболист, играе като нападател и се състезава за Хатайспор и националния отбор на Камерун. 

## Клубна кариера

### Ранна кариера
Роден в Яунде, Абубакар започва кариерата си в местния Котън Спорт. През сезон 2009/10 е преместен в първия състав на клуба.
На 26 май 2010 година преминава във френския Валансиен. Получава номер 9 и влиза като резерва в първия мач за новия сезон срещу Ница. Първия гол и първия хеттрик за клуба отбелязва срещу Булон в турнира Купата на Лигата.
На 1 юли 2013 година Абубакар подписва с елитния френски Лориан със свободен трансфер.

### Порто
На 24 август 2014 година подписва 4-годишен договор с португалския гранд Порто, който придобива само 30 процента от правата на играча. На 10 декември 2014 година вкарва късен гол за равенството 1-1 срещу Шахтьор Донецк в турнира Шампионска лига.

## Национален отбор
На 18 август 2009 година Абубакар е повикан в състава на Камерун до 20 години за Франкофонските игри в Бейрут.
През май 2010 година, само 18-годишен, е включен в състава на Камерун за Световното първенство през 2010 година.
На 11 август 2010 година отбелязва първия си гол за Камерун в контролна среща срещу Полша.
Включен е в състава на Камерун за Световното първенство през 2014 година в Бразилия, както и за Купата на африканските нации през 2015 година в Екваториална Гвинея.

## Успехи

### Котън спорт
- Шампион на Камерун (1): 2009/10

### Бешикташ
- Шампион на Турция (2): 2017/18, 2019/20
- Купа на Турция (1): 2020/21

### Порто
- Шампион на Португалия (2): 2017/18, 2019/20
- Купа на Португалия (1): 2021/22
- Суперкупа на Португалия (1): 2018

### Камерун
- Купа на африканските нации (1): 2017